# Liste des monuments aux morts du 4e arrondissement de Paris

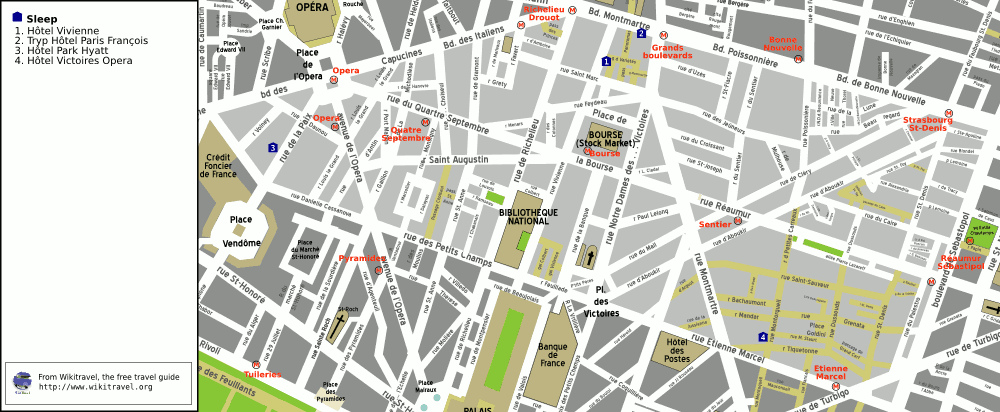
Plan du 4e arrondissement de Paris.

Cet article recense les monuments aux morts du 4e arrondissement de Paris, en France.

## Liste
- Mémoriaux :
  - Mémorial des Martyrs de la Déportation, Georges-Henri Pingusson (1962, square de l'Île-de-France)
  - Mémorial du martyr juif inconnu, Georges Goldberg et Alexandre Persitz (1956)[1],[2]
  - Mur des Noms (2005, mémorial de la Shoah)

- Monuments :
  - Monument aux morts du 4e arrondissement (mairie du 4e arrondissement, cour intérieure)
  - Monument aux morts du bataillon français de l'ONU (quai de l'Hôtel-de-Ville)

- Plaques et stèles :
  - Édifices religieux :
    - Église des Billettes
    - Église Notre-Dame-des-Blancs-Manteaux
    - Église Saint-Gervais-Saint-Protais
    - Église Saint-Louis-en-l'Île
    - Église Saint-Merri
    - Église Saint-Paul-Saint-Louis

  - Esplanade des Villes-Compagnons-de-la-Libération :
    - 1re armée
    - Colonne Dronne
    - Femmes compagnon de la Libération (Berty Albrecht, Laure Diebold, Marie Hackin, Marcelle Henry, Simone Michel-Lévy, Émilienne Moreau-Évrard)

  - Morts au champ d'honneur :
    - Caserne des Célestins
    - Commissariat de police
    - Crédit municipal de Paris
    - Hôtel-Dieu
    - Lycée Charlemagne
    - Lycée des Francs-Bourgeois
    - Préfecture de police

  - Morts en déportation :
    - École du Travail (4 bis rue des Rosiers)
    - Élèves juifs déportés (école élémentaire des Hospitalières-Saint-Gervais)
    - Élèves juifs déportés (lycée Charlemagne)
    - Mémoire des 112 habitants déportés (10-12 rue des Deux-Ponts)
    - Rosette et Hersz Lewkowicz, Esther et Henri Merkier, Esther Ita Sokol, Paulette, Victor et Rywka Wahncwaig (16 rue des Rosiers)
    - Armand Bjostoski et Jeanne Rohr (rue de Sévigné)
    - Joseph Migneret le directeur de l' école élémentaire des Hospitalières-Saint-Gervais, qui sauve de nombreux enfants de la déportation
    - Hippolyte Perrau (18 rue du Temple)
    - Georges Prévot et Jean Rocher (20 boulevard de Sébastopol)

  - Habitants du 4e arrondissements morts pendant la libération de Paris (mairie du 4e arrondissement)
  - Victimes du bombardement du 12 avril 1918 (12 rue de Rivoli)
  - Victimes de l'attentat de la rue des Rosiers (7 rue des Rosiers)

- Plaques individuelles, morts de la Seconde Guerre mondiale :
  - Georges Bouzonnie, Marcel Hauville et Mathieu Kervalla (36 rue Geoffroy-l'Asnier)
  - Louis Chapiro (34 rue des Rosiers)
  - André Engros, Lucien Engros, Marcel Engros (18 rue des Écouffes)
  - Marcel Faucher (square de la tour Saint-Jacques)
  - Yvette Feuillet (26 rue des Rosiers)
  - Maurice Grohar (19 rue Rambuteau)
  - Jem Harrix (pont au Change)
  - René Laboudance (mairie du 4e arrondissement, façade rue de Rivoli)
  - Charles Martini (32 quai Henri-IV)
  - Francis Maurizot (7 boulevard du Palais)
  - Jean Montauron (place Louis-Lépine, angle rue de la Cité)
  - André Perrin et Marcel Rey (parvis Notre-Dame - place Jean-Paul-II, façade de l'Hôtel-Dieu)
  - Marcel Ternard (2 quai du Marché-Neuf)